# Chico Buarque
Chico Buarque (fullständigt namn: Francisco Buarque de Hollanda), född 19 juni 1944 i Rio de Janeiro, Brasilien, är en brasiliansk sångare, kompositör och författare. Han är mest känd för sin musik.  Han har också arbetat med teater och på senare tid som romanförfattare.

## Biografi
Chico Buarque försökte först att bli arkitekt, men kom efterhand att allt mer ägna sig åt musik. Först sjöng han med en ganska osäker tyst röst, men efterhand har han lärt sig att behärska sina uttrycksmedel. Hans första succé var A Banda, en ganska enkel sång i form av en karnevalsmarsch, som senare blev en internationell hit med käcka trumpeter, där de poetiska kvalitéerna försvann.    
Han skapade sen en mängd pärlor, ofta med utgångspunkt i traditionell brasiliansk musik. En av hans stora idoler var 30-talspoeten Noel Rosa. Chico Buarques texter är på samma gång enkla som folkvisor och komplexa. De innehåller många ordlekar och bokstavsgåtor. Det är också som kvinnoskildrare han blivit omskriven. Det har till och med gjorts akademiska avhandlingar  om hur bra han är på att skildra kvinnornas verklighet.
Redan tidigt började Chico Buarque skriva pjäser med musik. En av de viktigaste handlade om Cabral, men innehöll en allegori över militärdiktaturens Brasilien, varför den genast förbjöds. Skivan som gavs ut fick byta namn och kallades bara Chico canta med ett helt blankt konvolut. Ett annat av hans viktiga teaterverk är en adaption av Tolvskillingsoperan till brasilianska förhållanden, A opera do malandro-
Eftersom han kände sig hotad av den brasilianska militärdiktaturen gick han i exil till Italien 1969, men återvände 1970. Flera av hans sånger förbjöds av censuren, vid några tillfällen använde han sig av pseudonymen Julinho de Adelaide för att lura censuren.
Under militärdiktaturens sista år var Chico Buarque en slags symbolgestalt för motståndet. Under några år uppträdde han inte alls.
"Deirdres samba" av Cornelis Vreeswijk är från början Chicos "Quem te viu, quem te vê". När Cornelis var i Brasilien och spelade in filmen Svarta palmkronor hörde han sången och skrev en text i eget namn. Senare fick han medge att musiken var av Chico Buarque
Hans korta roman Budapest kom ut i svensk översättning av Hans Berggren (ISBN 978-91-85133-31-4).

## Diskografi
- 1966: Chico Buarque de Hollanda
- 1966: Morte e Vida Severina
- 1967: Chico Buarque de Hollanda vol. 2
- 1968: Chico Buarque de Hollanda (compacto)
- 1968: Chico Buarque de Hollanda vol. 3
- 1969: Umas e Outras (compacto)
- 1969: Chico Buarque na Itália
- 1970: Apesar de Você
- 1970: Per un Pugno di Samba
- 1970: Chico Buarque de Hollanda - Nº4
- 1971: Construção
- 1972: Quando o Carnaval Chegar
- 1972: Caetano e Chico Juntos e ao Vivo
- 1973: Chico Canta
- 1974: Sinal Fechado
- 1975: Chico Buarque & Maria Bethânia ao Vivo
- 1976: Meus Caros Amigos
- 1977: Milton & Chico
- 1977: Os Saltimbancos
- 1977: Gota d'Água
- 1978: Chico Buarque
- 1979: Ópera do Malandro
- 1980: Vida
- 1980: Show 1º de Maio
- 1981: Almanaque
- 1981: Saltimbancos Trapalhões
- 1982: Chico Buarque en Español
- 1983: Para Viver um Grande Amor (trilha sonora)
- 1983: O Grande Circo Místico
- 1984: Chico Buarque
- 1985: O Corsário do Rei
- 1985: Malandro
- 1986: Melhores Momentos de Chico & Caetano
- 1986: Ópera do Malandro
- 1987: Francisco
- 1988: Dança da Meia-Lua
- 1989: Chico Buarque
- 1990: Chico Buarque ao vivo Paris Le Zenith (disco de ouro)
- 1993: Paratodos (disco de ouro)
- 1995: Uma Palavra
- 1997: Terra
- 1998: As Cidades (disco de ouro)
- 1998: Chico Buarque de Mangueira
- 1999: Chico ao Vivo (disco de ouro)
- 2001: Cambaio
- 2002: Chico Buarque – Duetos
- 2004: Perfil - Chico Buarque
- 2005: Chico No Cinema
- 2006: Carioca (CD + DVD com o documentário Desconstrução)
- 2007: Carioca Ao Vivo
- 2008: Chico Buarque Essencial
- 2010: Chico Buarque Perfil 2
- 2011: Chico